# Fałkowice (Pokój)

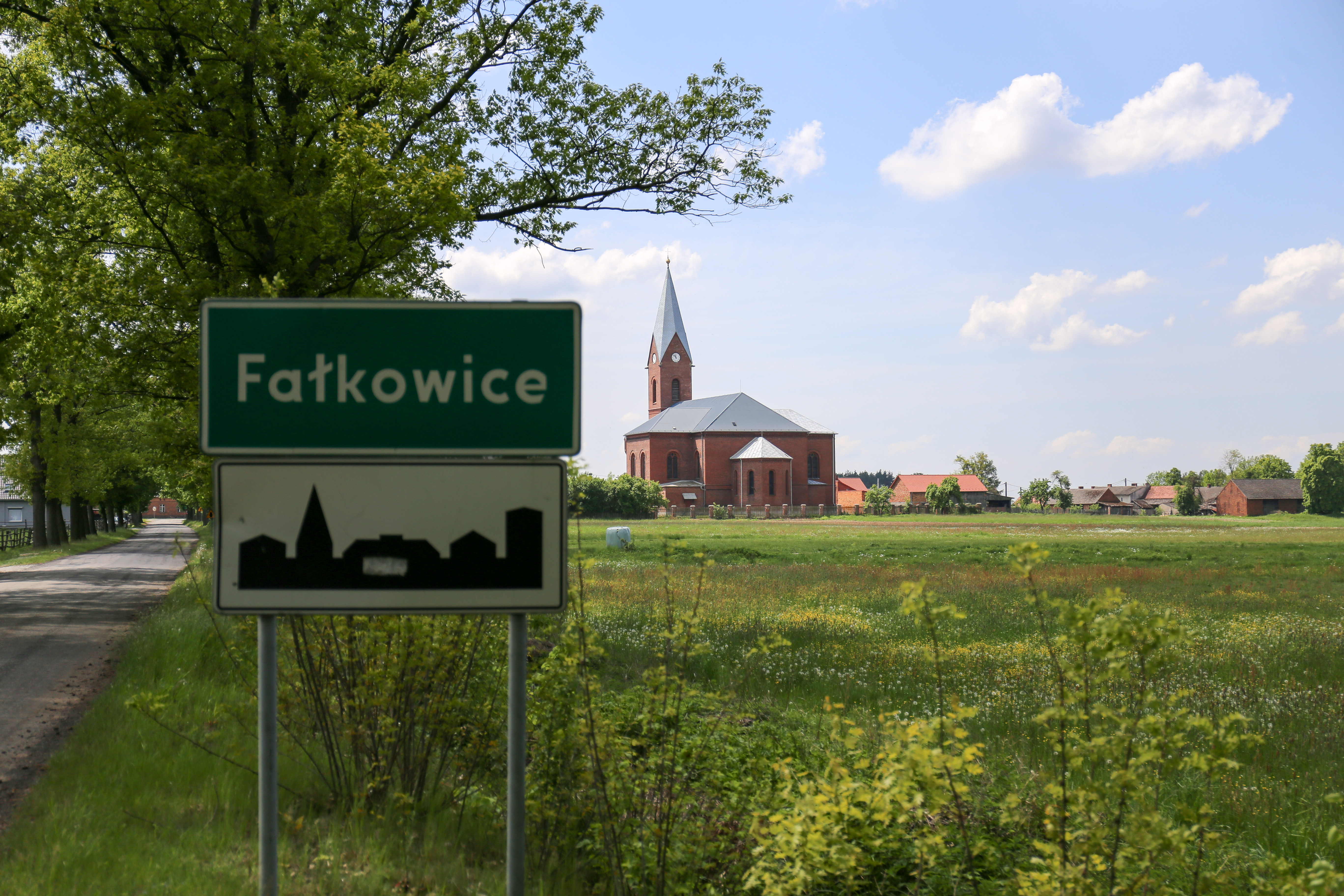
Ortseingang, im Hintergrund die Kirche des Heiligen Stanislaus.

Fałkowice (deutsch Falkowitz) ist eine Ortschaft in Oberschlesien. Fałkowice liegt in der Gemeinde Pokój im Powiat Namysłowski in der polnischen Woiwodschaft Opole.

## Geographie

### Geographische Lage
Fałkowice liegt im nordwestlichen Teil Oberschlesiens. Das Dorf liegt etwa acht Kilometer nordöstlich vom Gemeindesitz Pokój, etwa 25 Kilometer südöstlich der Kreisstadt Namysłów und 39 Kilometer nördlich von der Woiwodschaftshauptstadt Opole.
Fałkowice liegt am Stobrawa (Stober), einem linken Nebenfluss der Oder.

### Nachbarorte
Nachbarorte von Fałkowice sind im Norden Zbica (Sbitze) und im Südosten Lubnów (Liebenau) und im Süden Domaradz (Dammratsch).

## Geschichte
Das Dorf wurde 1309 nach deutschem Recht gegründet und wurde zunächst Scirzemb genannt. Gleichzeitig wurde im Dorf eine erste Kirche erbaut. Mit der Zeit wich der deutsche Charakter des Ortes, ähnlich wie in vielen anderen oberschlesischen Dörfern, dem slawischen Einfluss. 1532 erfolgte die Erwähnung als Chwalkhowitz. Der slawische Ortsname Chwalmirowice leitet sich von der Beschaffenheit der Gegend ab und bedeutet in etwa herrlicher, gepriesener Ort.
1726 wurde im Dorf eine hölzerne Kirche erbaut. Das Holz sowie weitere 300 Gulden wurden von Kaiser VI gestiftet. Nach dem Ersten Schlesischen Krieg 1742 fiel Falkowitz mit dem größten Teil Schlesiens an Preußen.
Nach der Neuorganisation der Provinz Schlesien gehörte die Landgemeinde Falkowitz ab 1816 zum Landkreis Oppeln im Regierungsbezirk Oppeln. 1845 wird der polnische Name des Dorfes als Fałkowice erwähnt. Im gleichen Jahre bestanden im Dorf eine katholische Kirche, eine katholische Schule, ein Pfarrhaus sowie weitere 109 Häuser. 1845 lebten in Falkowitz 826 Menschen, davon 24 evangelisch und elf jüdisch. 1874 wurde der Amtsbezirk Dammratsch gegründet, zu dem Falkowitz eingegliedert wurde.
1904 wurde die Freiwillige Feuerwehr in Falkowitz gegründet, die bis heute besteht. Bei der Volksabstimmung in Oberschlesien am 20. März 1921 stimmten in der Landgemeinde Falkowitz 846 Wahlberechtigte für einen Verbleib bei Deutschland und 65 für Polen. Dammratschhammer verblieb beim Deutschen Reich. 1933 lebten 616 Menschen in Falkowitz. Am 19. Mai 1936 erfolgte die Umbenennung des Dorfes in Falkendorf. 1939 hatte der Ort 575 Einwohner. Bis 1945 befand sich der Ort Falkendorf im Landkreis Oppeln.
Als Folge des Zweiten Weltkrieges kam der Ort 1945 an Polen, wurde in Fałkowice umbenannt und der Woiwodschaft Schlesien angeschlossen. 1950 kam der Ort zur Woiwodschaft Opole, 1999 zum Powiat Namysłowski.

## Sehenswürdigkeiten
- Die römisch-katholische Stanislauskirche (poln. Kościół św. Stanisława Biskupa) wurde zwischen 1881 und 1882 erbaut. Bereits für 1309 wird über die Bereitstellung eines Kirchengrundstück im Dorf geschrieben. Es ist jedoch nicht bezeugt, dass zu dem Zeitpunkt auch eine Kirche erbaut wurde. Für das Jahre 1519 wird erstmals eine Kirche aus Holz für das Dorf erwähnt. 1703 brannte dieser Bau nieder. 1726 begann der Wiederaufbau der Kirche, welcher 1733 fertiggestellt wurde. Das Holz wurde von Kaiser Karl VI gestiftet. Nachdem dieser Bau zu klein wurde, entschied man sich 1865 für den Bau einer neuen steinernen Kirche. Erst 1881 begannen die Bauarbeiten. 1882 konnte der Backsteinbau geweiht werden. Der Innenraum wurde im neogotischen Stil eingerichtet. 1916 wurden zwei Glocken zu Materialzwecken im Krieg eingeschmolzen. 1928 wurde der Glockenturm aus Holz abgerissen und durch einen steinernen Turm ersetzt.[10]
- Steinerne Wegekapelle
- Steinernes Wegekreuz

## Vereine
- Freiwillige Feuerwehr OSP Fałkowice